# Homestead-Miami Speedway

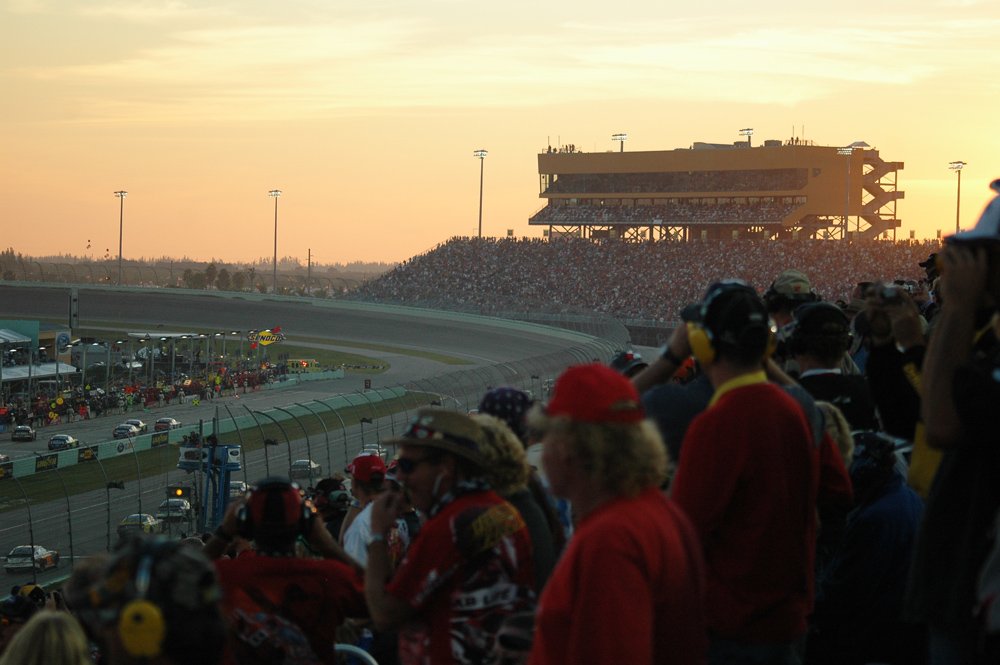
Competición en el Homestead-Miami Speedway.

Homestead-Miami Speedway (hasta 1996: Homestead Motorsports Complex) es un óvalo de 1,5 millas de longitud (2400 metros) situado en Homestead, estado de Florida, Estados Unidos, 40 km, al sur de la ciudad de Miami. 
Homestead se comenzó a construir en agosto de 1993 y se inauguró en noviembre de 1995 como un óvalo rectangular, con cuatro curvas de bajo peralte. Como consecuencia de la baja velocidad de la pista, la alta dificultad para sobrepasar vehículos y la gravedad de varios choques, Homestead se reconfiguró a mediados de 1997 y pasó a tener un diseño tradicional de dos curvas. International Speedway Corporation adquirió las instalaciones en 1999. En 2003, se reconstruyeron nuevamente las curvas, de manera que el peralte pasó de ser plano a variable.
Los tres campeonatos nacionales de la NASCAR (NASCAR Cup Series, NASCAR Nationwide Series y NASCAR Truck Series) visitan Homestead desde 1999, 1995 y 1996 respectivamente. Desde 2002, esas tres carreras cierran los tres respectivos torneos, y se corren en el mismo fin de semana a mediados de noviembre.
Homestead fue la fecha inaugural de la CART entre 1996 y 2000. En 2001, la IndyCar Series corrió allí su segunda carrera del año. Desde 2002 hasta 2008, Homestead volvió a servir como primera fecha del año, aunque siempre dentro del marco de la IndyCar Series. La carrera se disputó por última vez en 2010, cerrando la temporada en octubre.
La Indy Lights corrió en Homestead entre 1996 y 1999 y luego nuevamente desde 2003 hasta 2010, siempre acompañando a la CART y a la IndyCar Series. Homestead también posee un circuito mixto de 3.700 metros de extensión, que la Rolex Sports Car Series usa desde 2007, y otro de 2200 metros que usó la Fórmula Atlantic en sus tres visitas. El primero de ellos tiene una variante híbrida que usa la segunda curva del óvalo.

## Accidentes Importantes
El 26 de marzo de 2006 durante la temporada de la IndyCar Series, el piloto Paul Dana falleció durante la sesión de calentamiento antes de la carrera cuando se vio involucrado en una colisión a alta velocidad con el piloto Ed Carpenter a más de 346 km/h. Otros conductores con serias lesiones mortales en el circuito también ha sido para pilotos como John Nemechek, en una carrera la serie de Camionetas de NASCAR el 16 de marzo de 1997, y Jeff Clinton, que murió en un evento de Grand-Am en un coche de autos deportivos en la pista en marzo de 2002.

## Trazados

Óvalo
Circuito mixto
Circuito híbrido

## Ganadores

### NASCAR
Copa NASCAR: Véase Aquí
| Año  | Busch/Nationwide Series | Truck Series        |
| Año  | Piloto                  | Piloto              |
| ---- | ----------------------- | ------------------- |
| 1995 | Dale Jarrett            | -                   |
| 1996 | Kevin Lepage            | Dave Rezendes       |
| 1997 | Joe Nemechek            | Kenny Irwin Jr      |
| 1998 | Jeff Burton             | Rick Crawford       |
| 1999 | Joe Nemechek            | Mike Wallace        |
| 2000 | Jeff Gordon             | Andy Houston        |
| 2001 | Joe Nemechek            | Ted Musgrave        |
| 2002 | Scott Wimmer            | Ron Hornaday        |
| 2003 | Kasey Kahne             | Bobby Hamilton      |
| 2004 | Kevin Harvick           | Kasey Kahne         |
| 2005 | Ryan Newman             | Todd Bodine         |
| 2006 | Matt Kenseth            | Mark Martin         |
| 2007 | Jeff Burton             | Johnny Benson       |
| 2008 | Carl Edwards            | Todd Bodine         |
| 2009 | Kyle Busch              | Kevin Harvick       |
| 2010 | Kyle Busch              | Kyle Busch          |
| 2011 | Brad Keselowski         | Johnny Sauter       |
| 2012 | Regan Smith             | Cale Gale           |
| 2013 | Brad Keselowski         | Kyle Busch          |
| 2014 | Matt Kenseth            | Darrell Wallace Jr. |
| 2015 | Kyle Larson             | Matt Crafton        |

### CART / IndyCar Series
| Año            | Piloto           | Automóvil             | Equipo         |
| CART           | CART             | CART                  | CART           |
| -------------- | ---------------- | --------------------- | -------------- |
| 1996           | Jimmy Vasser     | Reynard Honda         | Ganassi        |
| 1997           | Michael Andretti | Swift Ford-Cosworth   | Newman/Haas    |
| 1998           | Michael Andretti | Swift Ford-Cosworth   | Newman/Haas    |
| 1999           | Greg Moore       | Reynard Mercedes-Benz | Forsythe       |
| 2000           | Max Papis        | Reynard Ford-Cosworth | Rahal          |
| IndyCar Series |                  |                       |                |
| 2001           | Sam Hornish Jr.  | Dallara Oldsmobile    | Panther        |
| 2002           | Sam Hornish Jr.  | Dallara Chevrolet     | Panther        |
| 2003           | Scott Dixon      | G-Force Toyota        | Ganassi        |
| 2004           | Sam Hornish Jr.  | Dallara Toyota        | Penske         |
| 2005           | Dan Wheldon      | Dallara Honda         | Andretti Green |
| 2006           | Dan Wheldon      | Dallara Honda         | Ganassi        |
| 2007           | Dan Wheldon      | Dallara Honda         | Ganassi        |
| 2008           | Scott Dixon      | Dallara Honda         | Ganassi        |
| 2009           | Dario Franchitti | Dallara Honda         | Ganassi        |
| 2010           | Scott Dixon      | Dallara Honda         | Ganassi        |

### Indy Lights / Fórmula Atlantic
| Año  | Indy Lights       | Fórmula Atlantic                                           |
| ---- | ----------------- | ---------------------------------------------------------- |
| 1996 | David Empringham  | Tony Ave                                                   |
| 1997 | David Empringham  | Anthony Lazzaro                                            |
| 1998 | Shigeaki Hattori  |                                                            |
| 1999 | Mario Domínguez   |                                                            |
| 2000 |                   | Dan Wheldon (primera carrera) Buddy Rice (segunda carrera) |
| 2003 | Mark Taylor       |                                                            |
| 2004 | Phil Giebler      |                                                            |
| 2005 | Travis Gregg      |                                                            |
| 2006 | Jeff Simmons      |                                                            |
| 2007 | Alex Lloyd        |                                                            |
| 2008 | Dillon Battistini |                                                            |
| 2009 | Mario Romancini   |                                                            |
| 2010 | Brandon Wagner    |                                                            |

### Rolex Sports Car Series
| Año               | Pilotos           | Pilotos                |
| ----------------- | ----------------- | ---------------------- |
| 1998              | Butch Leitzinger  | James Weaver           |
| 2000              | Didier Theys      | Mauro Baldi            |
| 2001              | James Weaver      | Butch Leitzinger       |
| 2002              | Mauro Baldi       | Didier Theys           |
| 2003              | Hurley Haywood    | J. C. France           |
| 2004 (febrero)    | Milka Duno        | Andy Wallace           |
| 2004 (septiembre) | Milka Duno        | Andy Wallace           |
| 2005              | Wayne Taylor      | Max Angelelli          |
| 2006              | Mike Rockenfeller | Patrick Long           |
| 2007              | Bill Auberlen     | Matthew Alhadeff       |
| 2008              | Scott Pruett      | Guillermo "Memo" Rojas |
| 2009              | João Barbosa      | Hurley Haywood         |
| 2010              | Scott Pruett      | Guillermo "Memo" Rojas |
| 2011              | Scott Pruett      | Guillermo "Memo" Rojas |
| 2012              | Max Angelelli     | Ricky Taylor           |